# اوما تورمن
اوما کارونا تورمن (انگلیسی: Uma Karuna Thurman؛ زادهٔ ۲۹ آوریل ۱۹۷۰) بازیگر و مدل پیشین آمریکایی است. به دنبال حضورش در جلد دسامبر ۱۹۸۵ و مهٔ ۱۹۸۶ مجلهٔ وگ بریتانیا، او در فیلم عاشقانهٔ تاریخی روابط خطرناک (۱۹۸۸) به ایفای نقش پرداخت و خود را به‌عنوان بازیگر هالیوودی مطرح کرد. او در سال ۱۹۹۴ با بازی در نقش میا والاس در فیلم جنایی داستان عامه‌پسند ساختهٔ کوئنتین تارانتینو به شهرت رسید و برای آن نامزد جایزهٔ اسکار بهترین بازیگر نقش مکمل زن شد. او که به‌عنوان موسِ تارانتینو مورد استقبال قرار گرفت، با بازی در نقش اصلی بیل را بکش: بخش ۱ و دنباله‌اش بخش ۲ (۲۰۰۳، ۲۰۰۴) بار دیگر با این کارگردان کار کرد. او برای این دو فیلم نیز نامزد جایزهٔ گلدن گلوب شد.

## کودکی
اوما متولد شهر بوستون در ایالت ماساچوست است. پدرش رابرت، استاد دانشگاه و یک بودایی هندو تبتی و نویسنده و مادرش ننا فون شلبرگ در مکزیکوسیتی از یک نجیب‌زاده آلمانی و یک مدل سوئدی متولد شد. ننا در استکهلم کشف شد و در ۱۷ سالگی برای پیوستن به شهر نیویورک نقل مکان کرد.

## زندگی هنری
تورمن در ژانرهای متفاوت سینمایی، نقشهای برجسته‌ای را بازی کرده‌است و عمده شهرت او به بازی‌هایش در فیلم‌های کوئنتین تارانتینو برمیگردد. او در فیلم‌های معروفی چون روابط مخاطره‌آمیز (۱۹۸۸)، هنری و جون (۱۹۹۰)، تحلیل نهایی (۱۹۹۲)، داستان عامه‌پسند (۱۹۹۴)، گاتاکا (۱۹۹۷) و دو سری بیل را بکش (۲۰۰۳–۲۰۰۴) ایفای نقش نموده‌است.

## فیلم‌شناسی
| سال       | عنوان                                         | نقش                   | توضیحات                |
| --------- | --------------------------------------------- | --------------------- | ---------------------- |
| ۱۹۸۷      | بوسه بابا شب‌بخیر                              | لورا                  |                        |
| ۱۹۸۸      | جانی خوب است                                  | جورجیا الکانز         |                        |
| ۱۹۸۸      | ماجراهای بارن مایچوزن                         | ونوس / رز             |                        |
| ۱۹۸۸      | روابط خطرناک                                  | سیسیل دوولانگز        |                        |
| ۱۹۹۰      | جایی که قلب آنجاست                            | دافنه مک‌بین           |                        |
| ۱۹۹۰      | هنری و جون                                    | جون میلر              |                        |
| ۱۹۹۱      | رابین هود                                     | دوشیزه ماریان         |                        |
| ۱۹۹۲      | تحلیل نهایی                                   | دیانا بیلور           |                        |
| ۱۹۹۲      | جنیفر ۸                                       | هلنا رابرتسون         |                        |
| ۱۹۹۳      | مد داگ و گلوری                                | گلوری                 |                        |
| ۱۹۹۳      | حتی دختران گاوچران هم نغمه‌های بلوز را می‌فهمند | سیسی هنکشاو           |                        |
| ۱۹۹۴      | داستان عامه‌پسند                               | میا والاس             |                        |
| ۱۹۹۵      | یک ماه در کنار دریاچه                         | خانم بومونت           |                        |
| ۱۹۹۶      | دختران زیبا                                   | اندرا                 |                        |
| ۱۹۹۶      | حقیقت در مورد گربه‌ها و سگ‌ها                   | نوئل اسلوارسکی        |                        |
| ۱۹۹۶      | سلطان صحنه                                    | مایا                  | فیلم کوتاه             |
| ۱۹۹۷      | بتمن و رابین                                  | پویزن آی‌وی            |                        |
| ۱۹۹۷      | گاتاکا                                        | ایرنه کاسینی          |                        |
| ۱۹۹۸      | بینوایان                                      | فنتین                 |                        |
| ۱۹۹۸      | انتقام‌جویان                                   | اما پیل               |                        |
| ۱۹۹۹      | رذل و دوست‌داشتنی                              | بلانچ                 |                        |
| ۲۰۰۰      | وتل                                           | آن دو مونتاوزیه       |                        |
| ۲۰۰۰      | کاسه طلایی                                    | شارلوت استنت          |                        |
| ۲۰۰۱      | نوار                                          | ایمی رندال            |                        |
| ۲۰۰۱      | دیوارهای چلسی                                 | گریس                  |                        |
| ۲۰۰۳      | دستمزد                                        | دکتر راشل پورتر       |                        |
| ۲۰۰۳      | بیل را بکش: بخش ۱                             | بئاتریس کیدو /عروس    |                        |
| ۲۰۰۴      | بیل را بکش: بخش ۲                             | بئاتریس کیدو /عروس    |                        |
| ۲۰۰۵      | نائوشیکا از دره باد                           | کوشانا                | صداپیشه (نسخه انگلیسی) |
| ۲۰۰۵      | باحال باش                                     | ادی آتن               |                        |
| ۲۰۰۵      | بهترین                                        | رفی گردت              |                        |
| ۲۰۰۵      | گروه موسیقی نیکد برادرز: فیلم                 | خودش                  |                        |
| ۲۰۰۵      | تهیه‌کنندگان                                   | اولا                  |                        |
| ۲۰۰۶      | دوست‌دختر خارق‌العاده سابق من                   | جنی جانسون / دختر جی  |                        |
| ۲۰۰۷      | زندگی قبل از چشمان او                         | دایانا مکفی بزرگسال   |                        |
| ۲۰۰۸      | شوهر تصادفی                                   | اما لوید              | تهیه‌کننده              |
| ۲۰۰۹      | مادری                                         | الیزا ولش             |                        |
| ۲۰۱۰      | پرسی جکسون و المپ‌نشینان: دزد آذرخش            | مدوسا                 |                        |
| ۲۰۱۰      | جشن                                           | زوئی                  |                        |
| ۲۰۱۲      | بل آمی                                        | مادلین فارستیر        |                        |
| ۲۰۱۲      | بازی برای یادگاری                             | پتی کینگ              |                        |
| ۲۰۱۳      | فیلم ۴۳                                       | لوئیس لین             |                        |
| ۲۰۱۳      | نیمفومانیاک                                   | خانم اچ               |                        |
| ۲۰۱۴      | الهه دنیوی                                    | هرا                   | فیلم‌ کوتاه             |
| ۲۰۱۴      | د گیفت                                        | خانم اندرسون          | فیلم‌ کوتاه             |
| ۲۰۱۴      | جامپ                                          | وندی                  | فیلم‌ کوتاه             |
| ۲۰۱۵      | سوخته                                         | سیمون                 |                        |
| ۲۰۱۸      | فریبکاری ادامه دارد                           | هریت فاکس             |                        |
| ۲۰۱۸      | خانه‌ای که جک ساخت                             | بانوی شماره ۱         |                        |
| ۲۰۱۸      | انتهای دالانی تاریک                           | خانم سیمون دورت       |                        |
| ۲۰۲۰      | جنگ با پدربزرگ                                | سالی دکر              |                        |
| ۲۰۲۲      | دختر ستاره‌ای هالیوود                          | رکسان مارتل           |                        |
| ۲۰۲۳      | قرمز، سفید و آبی سلطنتی                       | رئیس‌جمهور الن کلرمونت |                        |
| ۲۰۲۳      | اتاق کشتار                                    | پاتریشیا              |                        |
| معین نشده | نگهبانانی از دیرباز ۲                         |                       | پساتولید               |